# 局所大域原理
局所大域原理 (きょくしょたいいきげんり、英: local-global principle) とは、不定方程式が解を持つかどうかを考察する際に用いられる数学の用語である。より詳しくは、ある不定方程式が有理数の範囲で解を持つことと、実数および全ての素数 p に対する p-進数の範囲で解を持つことが同値である、という命題もしくはそのような現象を指す。ヘルムート・ハッセにちなみ、ハッセの原理 (英: Hasse principle) ともいう。
同様のことは、有理数体のみならず、一般の代数体上で考えることもできる。この場合、素数の代わりに素イデアルを考えることになる。本稿では、主として有理数体の場合について記述する。

## 概要
有理数係数の不定方程式が有理数の解を持つならば、その有理数は実数または p-進数と見ることもできるので、その方程式は実数解や p-進数解を持つ。局所大域原理に言及する文脈では、有理数解を大域解 (global solution)、実数解や p-進数解を局所解 (local solution) と呼ぶ。ただし、定数項のない不定方程式においては、全て 0 という自明な解を持つので、その場合は非自明な解のみを指すものとする。ある不定方程式が大域解を持つならば、全ての素点で局所解を持つが、その逆も成り立つ場合に「局所大域原理が成り立つ」と表現する。局所大域原理が成り立つかどうかは各々の不定方程式に依存して決まる。例えば、一次の不定方程式は常に大域解を持つので、局所大域原理は自明に成り立つ。したがって、この用語は、二次以上の不定方程式に対して非自明な意味を持つ。

## 主要な結果
以下、n 次の形式、すなわちいくつかの変数の n 次多斉次多項式が 0 に等しいという不定方程式を考える。ある形式において局所大域原理が成り立つ、という表現で、その形式が 0 に等しいという不定方程式において局所大域原理が成り立つ、ということを表すものとする。

### 二次形式
有理数係数の二次形式では、常に局所大域原理が成り立つ。この事実はミンコフスキーが証明し、代数体に拡張した結果をハッセが証明したため、合わせてハッセ–ミンコフスキーの定理と呼ばれる。
例えば、ピタゴラス方程式 x2 + y2 - z2 = 0 は大域解を持つが、少し係数を変えた x2 + y2 + z2 = 0 は非自明な実数解を持たず、x2 + y2 − 3z2 = 0 は非自明な 3-進数解を持たないため、これらは大域解を持たない。一般に、局所解を持つかどうかは判定が可能であるため、ハッセ-ミンコフスキーの定理より、二次形式の場合は大域解を持つかどうかも判定可能である。例に挙げたような3変数の場合の局所大域原理と同値な命題は、ミンコフスキー以前にルジャンドルによっても証明されている。

### 三次形式
エルンスト・セルマーは、三次形式では局所大域原理が必ずしも成り立たないということを、例を挙げて示した。実際、3x3 + 4y3 + 5z3 = 0 は全ての素点で局所解を持つものの、大域解は持たない。
ヒース=ブラウン (Roger Heath-Brown) は14個以上の変数を持つ三次形式が 0 に等しいという方程式は、常に大域解を持つことを示した。この結果は、先行するダベンポート(Harold Davenport)の結果の改良である。したがって、そのような不定方定式では、局所大域原理は自明に成り立つ。
非特異な形式に限るのであれば、さらに良い結果がある。ヒース=ブラウンは、10個以上の変数を持つ非特異三次形式が 0 に等しいという方程式は、常に大域解を持つことを示した。10という数は、この方面での結果で最良のものであることも知られている。すなわち、9個の変数を持つ非特異三次形式が 0 に等しいという方程式のうち、大域解を持たないものが存在する。一方で、クリストファー・ホーリーは、9個以上の変数を持つ非特異三次形式では、常に局所大域原理が成り立つことを示した。ダベンポート、ヒース=ブラウン、ホーリー等は皆、この種の結果を証明するために円周法（サークル・メソッド）を用いている。ユーリ・マニンのアイデアによれば、三次形式において局所大域原理の妨げになっているものは、ブラウアー群と密接な関係を持つとされるが、未だ完全な理論は構築されていない。

### さらに高次の形式
藤原正彦と須藤真樹は、非負整数 n に対して、次数 10n + 5 の形式では、一般には局所大域原理が成り立たないことを示した。一方、ブライアン・バーチは、任意の正の奇数 d に対し、ある自然数 N(d) が存在して、 d 次の形式で N(d) 個以上の変数を持つものに対しては、局所大域原理が自明に成立するということを示した。

## アルバート＝ブラウアー＝ハッセ＝ネーターの定理
アルバート＝ブラウアー＝ハッセ＝ネーターの定理は、代数体 K 上の中心的単純環 A の分解についての局所大域原理を確立する。A がすべての完備化 Kv 上分解すれば、A は K 上の行列環と同型であることを主張する。

## 代数群に対するハッセの原理
代数群に対するハッセの原理は、G が大域体 k 上で定義された単連結な代数群であれば、写像
{\displaystyle H^{1}(k,G)\rightarrow \prod _{s}H^{1}(k_{s},G)}
は単射であることを主張する。ここに、積は k のすべての素点 s を渡るとする。
直交群に対するハッセの原理は、対応する二次形式のハッセの原理に密接に関連する。
Kneser (1966) 他は、各々の群に対するハッセの原理をケースバイケースで証明した。最後に残った群 E8 は、何年もあとになって Chernousov (1989) により証明された。
代数群に対するハッセの原理は、玉河数に対するヴェイユ予想や強近似定理の証明に使われた。